# Filipe Samuel Magaia
Filipe Samuel Magaia (7 de Março de 1937 - 10 / 11 de Outubro de 1966) foi um político moçambicano, líder de guerrilha e Secretário da Defesa de Moçambique da FRELIMO durante a Guerra da Independência de Moçambique. Após alguns anos como combatente, Magaia foi, de acordo com a versão oficial, assassinado por um soldado da FRELIMO ao serviço dos portugueses. No entanto, dúvidas ainda existem sobre este cenário, havendo sugestões para que se realize mais investigação.

## Biografia
Magaia nasceu em Mocuba, na província da Zambézia, filho de Samuel Guenguene Magaia e de Albinic Ana Perreira Magaia. Durante os seus anos à frente da FRELIMO, Magaia solicitou ajuda à Argélia para treinar os seus homens. A sua estratégia era especializar as tropas na guerra de guerrilha, pois achava que era um tipo de combate altamente desmoralizador, tanto ao nível psicológico como material e, consequentemente, a um nível mais geral como a própria colonização de Moçambique. Magaia comandou as tropas durante os ataques iniciais em Chai e, mais tarde, nas províncias de Niassa e Tete, usando grupos de 10 a 15 soldados em rápidos ataques de guerrilha; avançou para sul, ligando Tete à frente do Niassa, com a ajuda das forças da República do Malawi. Usufruindo liberdade de movimentos no terreno, Magaia foi capaz de aumentar as suas forças de ataque, em alguns casos, para cerca de 100 homens. A 10 ou 11 de outubro de 1966, ao regressar à Tanzânia após inspecionar a linha da frente, Magaia foi abatido por Lourenço Matola, companheiro de guerrilha supostamente ao serviço dos portugueses (segundo a versão da FRELIMO).[carece de fontes?]